# Jagniewice
Jagniewice – wieś w Polsce położona w województwie wielkopolskim, w powiecie wągrowieckim, w gminie Skoki znajduje się ok. 30km od Poznania.
W latach 1975–1998 miejscowość administracyjnie należała do województwa poznańskiego.